# Alkmaar '54 in het seizoen 1962/63
Het seizoen 1962/1963 was het negende jaar in het bestaan van de Alkmaarse betaaldvoetbalclub Alkmaar '54. De club kwam uit in de Tweede divisie A en eindigde daarin op de vierde plaats. Tevens deed de club mee aan het toernooi om de KNVB beker, hierin werd in de halve finale, na verlenging, verloren van Willem II (1–2).

## Wedstrijdstatistieken

### Tweede divisie A
|       | AGOVV | Be Quick | De Graafschap | Heerenveen | KFC   | Leeuwarden | N.E.C. | Oldenzaal | Stormvogels | Tubantia | Vitesse | VSV   | Wageningen | ZFC   | Zwartemeer | Zwolsche Boys |
| ----- | ----- | -------- | ------------- | ---------- | ----- | ---------- | ------ | --------- | ----------- | -------- | ------- | ----- | ---------- | ----- | ---------- | ------------- |
| Thuis | 1 – 0 | 3 – 1    | 4 – 0         | 1 – 2      | 2 – 2 | 3 – 0      | 1 – 2  | 2 – 0     | 2 – 1       | 3 – 0    | 1 – 2   | 2 – 0 | 1 – 1      | 1 – 0 | 2 – 0      | 2 – 2         |
| Uit   | 2 – 3 | 0 – 3    | 1 – 1         | 1 – 2      | 2 – 2 | 3 – 1      | 3 – 2  | 3 – 3     | 1 – 0       | 3 – 3    | 2 – 2   | 2 – 1 | 3 – 2      | 0 – 0 | 0 – 4      | 0 – 3         |

### KNVB Beker
| 1e ronde                                        | Alkmaar '54                                                  | 5 – 0 (2 – 0)                      | Xerxes                         |
| 13 oktober 1962 Plaats: Alkmaar Alkmaarderhout  | János Hanek 25' (pen.), 41', –' Piet Buis 70' Wim Visser 90' |                                    |                                |
| 2e ronde                                        | Alkmaar '54                                                  | 3 – 1 (0 – 0)                      | DWS                            |
| 16 december 1962 Plaats: Alkmaar Alkmaarderhout | Piet Buis 64', 80', 84'                                      |                                    | 63' Mosje Temming              |
| 3e ronde                                        | Alkmaar '54                                                  | 2 – 0 (1 – 0)                      | De Volewijckers                |
| 30 april 1963 Plaats: Alkmaar Alkmaarderhout    | Wim Visser Piet Buis 68'                                     |                                    |                                |
| 4e ronde                                        | Alkmaar '54                                                  | 2 – 0 (1 – 0)                      | Feijenoord                     |
| 16 mei 1963 Plaats: Alkmaar Alkmaarderhout      | Piet Buis 26' Tibor Lőrincz 53'                              |                                    |                                |
| Kwartfinale                                     | Alkmaar '54                                                  | 2 – 0 (0 – 0)                      | GVAV                           |
| 29 mei 1963 Plaats: Alkmaar Alkmaarderhout      | János Hanek 69' Piet Buis 80'                                |                                    |                                |
| Halve finale                                    | Alkmaar '54                                                  | 1 – 2 (1 – 1, 1 – 0) Na verlenging | Willem II                      |
| 19 juni 1963 Plaats: Alkmaar Alkmaarderhout     | Tibor Lőrincz 17'                                            |                                    | 60' Willy Senders 96' Jan Boor |

## Statistieken Alkmaar '54 1962/1963

### Eindstand Alkmaar '54 in de Nederlandse Tweede divisie A 1962 / 1963
| Stand | Gespeeld | Gewonnen | Gelijk | Verloren | Punten | Doelpunten voor | Doelpunten tegen |
| ----- | -------- | -------- | ------ | -------- | ------ | --------------- | ---------------- |
| 4e    | 32       | 15       | 9      | 8        | 39     | 64              | 39               |

### Topscorers
| #              | Naam                    | Goal |
| -------------- | ----------------------- | ---- |
| 1.             | János Hanek             | 10   |
| 1.             | Tibor Lőrincz           | 10   |
| 3.             | Piet Buis               | 9    |
| 3.             | Siem Tijm               | 9    |
| 5.             | Wim Visser              | 8    |
| 6.             | Jur Feiken              | 7    |
| 7.             | Cor Heijmans            | 4    |
| 8.             | Jan Kooge               | 2    |
| 8.             | Jan Visser              | 2    |
| 8.             | Hennie van der Zon      | 2    |
| Eigen doelpunt |                         |      |
| 1.             | Rob Koster (Leeuwarden) | 1    |
| Totaal         | Totaal                  | 64   |

| #      | Naam          | Goal |
| ------ | ------------- | ---- |
| 1.     | Piet Buis     | 7    |
| 2.     | János Hanek   | 4    |
| 3.     | Tibor Lőrincz | 2    |
| 3.     | Wim Visser    | 2    |
| Totaal | Totaal        | 15   |